# França (Fußballspieler, 1991)
França, bürgerlich Wellington Wildhy Muniz dos Santos (* 21. April 1991 in Bauru), ist ein brasilianischer Fußballspieler.

## Karriere

### EC Noroeste
Seit 2005 spielte França beim EC Noroeste. Ihm gelang 2010 der Sprung in die Seniorenmannschaft von Noroeste. Am 13. Januar 2010 stand er erstmals beim 1:0-Sieg gegen Grêmio Osasco in der Paulista A2 im Kader, kam aber nicht zum Einsatz. Sein Debüt feierte França am 26. Januar 2011 beim 2:2-Remis gegen CA Bragantino in der Paulista A1. Bei der 1:4-Niederlage gegen den FC São Paulo kassierte França seinen ersten Platzverweis per gelb-rote Karte. Insgesamt stand er neunmal im Kader des EC Noroeste und kam sechsmal zum Einsatz.
Am 15. Februar 2012 erzielte er sein erstes Tor gegen EC Santo André. Zudem gelangen ihm in den Partien gegen Atlético Monte Azul und Red Bull Brasil jeweils ein Tor. Insgesamt kam França 2012 für Noroeste 21-mal zum Einsatz und erzielte drei Tore. In seinem letzten Spiel für den Verein am 26. April 2012 gegen Red Bull Brasil erhielt França bereits in der 20. Minute die rote Karte, nachdem er zuvor schon die gelbe Karte sah.

### Coritiba FC
Am 15. Mai 2012 wechselte er zu Coritiba FC. Sein erstes Spiel bestritt França am 17. Mai 2012 beim 0:0 gegen EC Vitória in der Copa do Brasil. Sein Debüt in der höchsten brasilianischen Liga, der Campeonato Brasileiro de Futebol, absolvierte er am 5. Spieltag gegen Atlético Goianiense, als der Mittelfeldspieler in der 44. Minute für Eltinho eingewechselt wurde. Bis September 2012 bestritt er vier Spiele in der Liga und erreichte das Finale bei der Copa do Brasil, welches man mit 0:2 und 1:1 gegen Palmeiras São Paulo verlor.

### Criciúma EC
Danach wurde er am 19. September 2012 an den Zweitligisten Criciúma EC ausgeliehen. Sein Debüt absolvierte França am 29. September 2012 gegen Clube de Regatas Brasil (2:0). Dort absolvierte er zehn Spiele und erzielte einen Treffer zum 3:0 beim 4:0-Sieg gegen Boa EC am 13. Oktober 2012. Am Ende der Saison stieg er mit dem Verein in die Campeonato Brasileiro de Futebol auf. Im Januar 2013 wurde França schließlich fest verpflichtet.

### Hannover 96
Im gleichen Monat wechselte er zum deutschen Bundesligisten Hannover 96. In Hannover unterschrieb França einen Vertrag mit einer Laufzeit bis zum 30. Juni 2016, Criciúma erhielt ca. 1,2 Mio. Euro. Ein Grund für eine Verpflichtung des Spielers war die von Beratern angegebene Körpergröße von 1,88 Meter. Als França in Hannover vorgestellt wurde, fiel den Verantwortlichen auf, dass der Spieler deutlich kleiner ist. Für das Mittelfeld der 96er wurde ein kopfballstarker und robuster Spieler gesucht.
Bei seinem Debüt in einem Testspiel der zweiten Mannschaft von Hannover 96 gegen den KSV Hessen Kassel verletzte sich França bei einem Kopfballduell mit seinem Gegenspieler Enrico Gaede am Kniegelenk und musste ausgewechselt werden. Allerdings stellte sich die Verletzung nur als Kniereizung heraus und França konnte nach einer Woche ins Training zurückkehren.
Jedoch erkrankte França Ende Februar 2013 an Tuberkulose und fiel monatelang aus, Lebensgefahr bestand aber nicht. Er wurde im Klinikum Oststadt-Heidehaus stationär betreut. Nach 33 Tagen auf der Isolierstation wurde er am 25. März 2013 aus dem Krankenhaus entlassen. Mitte Mai 2013 gab der Trainer von 96, Mirko Slomka, bekannt, dass França wegen der Folgen seiner Erkrankung frühestens im September 2013 mit dem Aufbautraining starten kann. Jedoch wurde er im August 2013 vom Klinikum Oststadt-Heidehaus als gesund eingestuft und durfte wieder am Mannschaftstraining teilnehmen.

### Leihe an Palmeiras
Am 1. Januar 2014 wurde França bis zum 31. Dezember 2014 in seine Heimat an Palmeiras São Paulo ausgeliehen. Sein erstes Spiel absolvierte er am 18. Januar 2014, als er im Paulista A1-Spiel gegen CA Linense (2:1) in der 76. Minute für Wesley eingewechselt wurde. Sein erstes Tor für Palmeiras erzielte França am 6. Februar 2014 gegen XV de Piracicaba, als er in der 85. Minute zum 2:1-Endstand traf. Insgesamt kam er neunmal in der Paulista A1 zum Einsatz, in der Série A kam er aufgrund großer Konkurrenz im Mittelfeld jedoch nicht zum Einsatz.

### Figueirense FC
Ende Mai 2014 wechselte França auf Leihbasis innerhalb der Liga zum Figueirense FC. Er erhoffte sich dadurch bessere Chancen zu spielen. Sein erstes Spiel bestritt er am 29. Mai 2014 bei der 1:3-Niederlage gegen Athletico Paranaense. Dies blieb zunächst sein einziger Einsatz, denn im Juni desselben Jahres wurde er suspendiert, nachdem bekannt wurde, dass er zusammen mit einem weiteren Spieler in einem Autounfall verwickelt war.
Rund zweieinhalb Monate später wurde França wieder begnadigt und etablierte sich als Stammspieler im defensiven Mittelfeld. Mit ihm konnte der zuvor stark abstiegsbedrohte Verein die Klasse halten. Insgesamt kam er 15-mal zum Einsatz und konnte ein Tor zum 1:0-Sieg gegen den Botafogo FR erzielen. Im letzten Spiel der Saison gegen Internacional Porto Alegre (1:2) wurde er nach einem Foul gegen seinen Gegenspieler mit der roten Karte vom Platz verwiesen.
Am 30. Dezember 2014 wurde sein noch bis zum 30. Juni 2016 laufender Vertrag bei Hannover 96 aufgelöst. Noch am selben Tag gab sein bisheriger Leih-Verein Figueirense die endgültige Verpflichtung Franças zum 2. Januar 2015 bekannt. Er wechselte ablösefrei und unterschrieb einen Vertrag mit einer Laufzeit bis zum 31. Dezember 2017.
Es folgten Stationen bei unterklassigen Klubs seiner Heimat.

## Erfolge
Coritiba FC
- Copa do Brasil: Finalist 2012

Criciúma EC
- Série B: Zweiter und Aufstieg in die Série A 2012

## Privates
França wuchs mit vier Brüdern in ärmlichen Verhältnissen in seiner Heimat Bauru auf. Er ist mit seiner Frau Evelyn verheiratet und hat mit ihr eine Tochter. Mit der Rückkehr Franças aus der Reha in Brasilien Mitte Juni 2013 kam auch seine Familie mit nach Hannover, wo sie eine Wohnung in List bezogen.